# Armstrong, Iowa
Armstrong là một thành phố thuộc quận Emmet, tiểu bang Iowa, Hoa Kỳ. Năm 2010, dân số của thành phố này là 926 người.

## Dân số
Dân số qua các năm:
- Năm 2000: 979 người.
- Năm 2010: 926 người.